# WR – Mysterien des Organismus
WR – Mysterien des Organismus (serbisch W.R. - Misterije Organizma)  ist ein jugoslawischer Film aus dem Jahre 1971. Regie führte Dušan Makavejev. Die Vorlage des Films ist die Theorie von Wilhelm Reich.

## Handlung
Der Film ist eine Collage aus Dokumentar- und Spielfilm sowie Versatzstücken aus historischen Filmen. Ein Film, der besonders häufig zitiert wird, ist der stalinistische Propagandafilm Der Schwur von Micheil Tschiaureli aus dem Jahre 1946. Handlung des Spielfilms ist die Liebe der jugoslawischen Kommunistin Milena zu dem sowjetischen Eiskunstläufer Wladimir Illjitsch. Milena fordert als konsequente Fortsetzung der kommunistischen Ideologie auch die sexuelle Befreiung; der Faschismus wird als Unterdrückung der sexuellen Kräfte gesehen, wohingegen Wladimir Illjitsch für die Triebunterdrückung steht. Wladimir Illjitsch tötet schließlich Milena, indem er ihr den Kopf abschneidet. Dazu kommen dokumentarische Aufnahmen aus dem Vietnamkrieg. Der Film endet mit einer Szene, in der Wladimir Illjitsch zum Lied Solang sich noch die Erde dreht von Bulat Okudschawa durch Belgrad irrt.

## Kritik
„Eine provokative und zuweilen schockierende Collage, die auf Verkrampfungen und Verirrungen der Sexualität hinweist, ohne in ihrer satirisch-kabaretthaften Form den Zusammenhängen auf den Grund gehen zu können.“